# Sebastian Milewski
Sebastian Milewski (Mława, 30 aprile 1998) è un calciatore polacco, centrocampista del GKS Katowice.

## Caratteristiche tecniche
È un centrocampista centrale, ma può giocare all'occorrenza anche come esterno di centrocampo. 

## Carriera
Cresciuto nel settore giovanile del Legionovia Legionowo, ha esordito in prima squadra il 20 maggio 2015 disputando l'incontro di II liga perso 3-2 contro il ROW 1964 Rybnik.

## Statistiche
Statistiche aggiornate al 18 agosto 2019.

### Presenze e reti nei club
| Stagione                    | Squadra                     | Campionato                  | Campionato | Campionato | Coppe nazionali | Coppe nazionali | Coppe nazionali | Coppe continentali | Coppe continentali | Coppe continentali | Altre coppe | Altre coppe | Altre coppe | Totale | Totale | Totale |
| Stagione                    | Squadra                     | Comp                        | Pres       | Reti       | Comp            | Pres            | Reti            | Comp               | Pres               | Reti               | Comp        | Pres        | Reti        | Pres   | Reti   |        |
| --------------------------- | --------------------------- | --------------------------- | ---------- | ---------- | --------------- | --------------- | --------------- | ------------------ | ------------------ | ------------------ | ----------- | ----------- | ----------- | ------ | ------ | ------ |
| 2014-2015                   | Legionovia Legionowo        | 2L                          | 4          | 0          | CP              | 0               | 0               |                    | -                  | -                  |             | -           | -           | 4      | 0      |        |
| 2015-2016                   | Legionovia Legionowo        | 2L                          | 23         | 0          | CP              | 1               | 0               |                    | -                  | -                  |             | -           | -           | 24     | 0      |        |
| 2016-gen. 2017              | Legionovia Legionowo        | 2L                          | 15         | 0          | CP              | 1               | 0               |                    | -                  | -                  |             | -           | -           | 16     | 0      |        |
| Totale Legionovia Legionowo | Totale Legionovia Legionowo | Totale Legionovia Legionowo | 42         | 0          |                 | 2               | 0               |                    | -                  | -                  |             | -           | -           | 44     | 0      |        |
| gen.-giu. 2017              | Zagłębie Sosnowiec          | 1L                          | 12         | 0          | CP              | 1               | 0               |                    | -                  | -                  |             | -           | -           | 13     | 0      |        |
| 2017-2018                   | Zagłębie Sosnowiec          | 1L                          | 25         | 1          | CP              | 1               | 0               |                    | -                  | -                  |             | -           | -           | 26     | 1      |        |
| 2018-2019                   | Zagłębie Sosnowiec          | EK                          | 23         | 0          | CP              | 1               | 0               |                    | -                  | -                  |             | -           | -           | 24     | 0      |        |
| Totale Zagłębie Sosnowiec   | Totale Zagłębie Sosnowiec   | Totale Zagłębie Sosnowiec   | 60         | 1          |                 | 3               | 0               |                    | -                  | -                  |             | -           | -           | 63     | 1      |        |
| 2019-2020                   | Piast Gliwice               | EK                          | 33         | 2          | CP              | 2               | 0               | UCL+UEL            | 0                  | 0                  | SP          | 1           | 0           | 36     | 2      |        |
| 2020-2021                   | Piast Gliwice               | EK                          | 18         | 2          | CP              | 1               | 0               | UEL                | 2                  | 0                  | -           | -           | -           | 21     | 2      |        |
| Totale carriera             | Totale carriera             | Totale carriera             | 152        | 5          |                 | 8               | 0               |                    | 2                  | 0                  |             | 1           | 0           | 162    | 5      |        |